# Блессак
Блесса́к (фр. Blessac, окс. Blaçac) — коммуна во Франции, находится в регионе Лимузен. Департамент коммуны — Крёз. Входит в состав кантона Обюссон. Округ коммуны — Обюссон.
Код INSEE коммуны — 23024.

## Население
Население коммуны на 2010 год составляло 523 человека.
| 1962 | 1968 | 1975 | 1982 | 1990 | 1999 | 2010 |
| ---- | ---- | ---- | ---- | ---- | ---- | ---- |
| 340  | 316  | 342  | 411  | 495  | 488  | 523  |

## Экономика
В 2010 году среди 343 человек трудоспособного возраста (15—64 лет) 238 были экономически активными, 105 — неактивными (показатель активности — 69,4 %, в 1999 году было 73,7 %). Из 238 активных жителей работали 217 человек (108 мужчин и 109 женщин), безработных было 21 (12 мужчин и 9 женщин). Среди 105 неактивных 24 человека были учениками или студентами, 51 — пенсионерами, 30 были неактивными по другим причинам.